# 백화점세이
백화점세이는 신우그룹 계열사인 신우종합건설이 대전광역시 중구 문화동에 건설한 백화점이다. 1996년 8월 30일 개점하였으며, 지하 5층, 지상 8층 규모로 개점 당시 대전 최대 규모의 백화점이었으나 1997년 9월 5일, 동양백화점 둔산점 (타임월드점)의 개점으로 동양백화점에 타이틀을 넘겨 주었다. 2022년 5월 27일 대우건설과 교보증권, IBK기업은행, 해피투게더하우스 등이 함께 합자하여 만든 투게더투자운용에 인수되었으며, 2년간 더 영업을 이어간 후 2024년 5월 19일에 영업을 완전히 종료하였다.

## 연혁
- 1996년 8월 30일. 백화점 세이 개점.
- 2001년 1월 22일. 신우그룹, 유통/건설사업 부문 분할 공시.
- 2001년 3월 31일. (주)신우백화점세이에서 (주)백화점 세이로 분리독립.
- 2001년 8월 18일. SAY TWO 개점.
- 2002년 9월 30일. 리얼티 어드바이저스 코리아(RAK) 컨소시엄, 백화점 세이 인수.
- 2003년 1월 10일. (주)백화점세이에서 (주)세이디에스로 법인명 변경
- 2004년 9월 16일. 제2의 창업 선언. "Good to Great"
- 2010년 9월 29일. 문화동 1-60번지에 SAY 3 개점.
- 2012년 10월 19일. 대정동 315-1번지에 아웃도어전문관인 대정점 개점.
- 2013년 12월 13일. 탄방점 745번지에 탄방점 개점.
- 2016년 4월 29일. 탄방점 신관 개점.
- 2019년 2월 19일. 서전주점 개점.
- 2019년 1월 30일. 탄방점 KB부동산신탁 매각.
- 2019년 11월 15일. 메종드세이 개점.
- 2022년 1월 24일. 투게더투자운용 세이 탄방점 인수
- 2022년 5월 27일. 투게더투자운용 백화점 세이 인수.
- 2024년 5월 19일 백화점 세이 폐업